# Salcia Hałas
Salcia Hałas (właśc. Magdalena Biodrowicz) – polska pisarka i artystka. Zajmuje się również street artem oraz ogrodnictwem.

## Życiorys
Absolwentka filologii polskiej. Urodziła się w Przemyślu, a obecnie mieszka w gdyńskiej dzielnicy Grabówek. Jej powieści osadzone są w przestrzeni Trójmiasta - akcja Pieczeni dla Amfy toczy się w gdańskim falowcu, a Potopu - na gdyńskim Wzgórzu Orlicz-Dreszera, zwanym „Pekinem”.
W 2017 r. uczestniczyła w projekcie „Gdynia reAktywacja” Teatru Gdynia Główna, w ramach którego organizowane były warsztaty teatralne i artystyczne dla mieszkańców rewitalizowanych gdyńskich obszarów. Na kanwach zebranych od mieszkańców opowieści powstawały przeddstawiane następnie w przestrzeniach dzielnic spektakle-jednoaktówki. Znalazły się wśród nich dwie autorstwa Salci Hałas: Dzielnica cudów i W dzień końca świata. Zebrane w ten sposób doświadczenia posłużyły za przyczynek do powstania drugiej książki Hałas: Potop. Pieśń o końcu świata. W 2019 powstała również teatralna adaptacja tejże książki, reżyserowana przez Ewę Ignaczak w Teatrze Gdynia Główna, pod tym samym tytułem.

## Twórczość
- Pieczeń dla Amfy, 2016
- Potop. Pieśń o końcu świata, 2019

## Nagrody i wyróżnienia
- Laureatka 12. Nagrody Literackiej Gdynia w kategorii "Proza" za Pieczeń dla Amfy (2017)[2]
- nominacja w II edycji Nagrody Literackiej im. Witolda Gombrowicza za Pieczeń dla Amfy (2017)[9]
- nominacja do Nagrody Literackiej Nike za Potop. Pieśń o końcu świata (2020)[10]